# Polska Partia Pracy – Sierpień 80
Polska Partia Pracy – Sierpień 80 (PPP – Sierpień 80, PPP) – polska socjalistyczna partia polityczna, powstała jako Alternatywa – Partia Pracy na I Kongresie, przeprowadzonym 11 listopada 2001, na bazie koalicji wyborczej Alternatywa Ruch Społeczny, którą tworzyli działacze Wolnego Związku Zawodowego „Sierpień 80”, Konfederacji Polski Niepodległej – Ojczyzna, Narodowego Odrodzenia Polski oraz nieliczni politycy Zjednoczenia Chrześcijańsko-Narodowego, a wśród 47 sygnatariuszy były m.in. Polska Partia Ekologiczna – Zielonych oraz Krajowe Porozumienie Emerytów i Rencistów Rzeczypospolitej Polskiej. APP została zarejestrowana w wyniku przerejestrowania formalnie zarejestrowanej jako partia ARS postanowieniem sądu z 28 lutego 2002. 24 stycznia 2017 PPP-Sierpień 80 przestała istnieć poprzez wykreślenie jej z ewidencji partii politycznych. Jej działacze zaniechali aktywności politycznej, pozostając jedynie przy działalności związkowej.

## Działalność
Na II Kongresie ugrupowania, przeprowadzonym 10 stycznia 2004, przyjęło ono nazwę Polska Partia Pracy. Na III Kongresie, 20 listopada 2009, do nazwy partii dodano człon „Sierpień 80”.
Polska Partia Pracy była związana z Wolnym Związkiem Zawodowym „Sierpień 80” – Konfederacja, gromadzi także osoby dawniej związane z Akcją Wyborczą Solidarność.
Młodzieżówką partii była Organizacja Młodzieżowa PPP.
5 października 2006 tworzący zaplecze PPP Wolny Związek Zawodowy „Sierpień 80” rozpoczął wydawanie lewicowego czasopisma pod tytułem „Trybuna Robotnicza”, które było organem prasowym partii i związku. Pismo miało zasięg ogólnopolski, choć w swojej tematyce szczególny nacisk kładło na sprawy Śląska. Zostało zawieszone latem 2009.
We wrześniu 2011 z partii wystąpiła część trockistów (Alternatywa Socjalistyczna).
W czerwcu 2013 PPP-Sierpień 80 weszła w skład zespołu politycznego Europy Plus (wraz z Ruchem Palikota, SDPL, Racją PL, Unią Lewicy, Stronnictwem Demokratycznym, Partią Demokratyczną i stowarzyszeniem Ryszarda Kalisza Dom Wszystkich Polska). W październiku tego samego roku część liderów PPP (rzecznik partii Patryk Kosela, a także Elżbieta Fornalczyk i Łukasz Ługowski) przeszła do nowo powstałej partii Twój Ruch, powstałej na bazie Ruchu Palikota (Elżbieta Fornalczyk zasiadła w jej zarządzie). Działacze ci pozostali jednak aktywistami WZZ „Sierpień 80”, a po ponad roku opuścili TR, powracając do PPP. Koalicja Europa Plus przestała istnieć w maju 2014.

## Program polityczny
PPP określała się jako ugrupowanie socjalistyczne. Wśród jej postulatów dominowały hasła antykapitalistyczne. Wielu członków PPP miało poglądy marksistowskie.
Partia domagała się wstrzymania prywatyzacji, odrzucała neoliberalne reformy dokonane w III Rzeczypospolitej. Opowiadała się za szerszą współpracą ze wschodnimi sąsiadami Polski, edukacją i służbą zdrowia finansowanymi z budżetu, państwem opiekuńczym, utrzymaniem armii zawodowej, 35-godzinnym tygodniem pracy i płacą minimalną na poziomie 68% średniej krajowej oraz likwidacją powiatów. Była także za neutralnością światopoglądową państwa, zniesieniem immunitetu poselskiego i ograniczeniem uposażeń poselskich.
Partia opowiadała się za progresywnym systemem podatkowym (do pięciu stawek podatkowych, największa z nich – 50%). Postulowała wprowadzenie kwoty wolnej od podatku w wysokości 15 tys. złotych rocznie, likwidację podatku dochodowego od rent i emerytur, a także utrzymanie KRUS.
Sprzeciwiała się przywróceniu kary śmierci oraz polityce proamerykańskiej.
Polska Partia Pracy odwoływała się do tradycji polskiego ruchu robotniczego. Opowiadała się za bezpieczeństwem socjalnym obywateli.

## Działacze
Pierwszym przewodniczącym PPP był Daniel Podrzycki, którego po śmierci (24 września 2005) zastąpił 30 października 2005 Bogusław Ziętek. Złożył on 16 maja 2009 rezygnację z funkcji szefa partii w związku z kandydowaniem w wyborach do PE (zostając p.o. przewodniczącego), jednak na III Kongresie ugrupowania przeprowadzonym 20 listopada 2009 ponownie objął przewodnictwo w partii. 1 maja 2013 po raz drugi ustąpił z funkcji (pełni jednak obowiązki szefa partii do momentu wyboru nowego przewodniczącego).
Pierwszymi wiceprzewodniczącymi APP byli Tomasz Karwowski (poseł na Sejm I i III kadencji), Marek Toczek i Bogusław Ziętek. Przez wiele lat jednym z wiceprzewodniczących partii był Mariusz Olszewski – poseł na Sejm III kadencji z listy Akcji Wyborczej Solidarność (jako polityk Zjednoczenia Chrześcijańsko-Narodowego), który jednak wystąpił z ugrupowania. Sekretarzem generalnym PPP był przez kilka lat Michał Janiszewski (poseł na Sejm I i III kadencji).

## Udział w wyborach

### Wybory samorządowe w 2002
W wyborach samorządowych w 2002 Alternatywa Partia Pracy uzyskała w skali kraju 1,50% głosów do sejmików wojewódzkich, nie uzyskując żadnego mandatu.

### Wybory do Parlamentu Europejskiego w 2004
Polska Partia Pracy startowała w wyborach do Parlamentu Europejskiego w 2004. Uzyskała 32 807 głosów, co dało 0,54% poparcia w skali kraju.

### Wybory parlamentarne w 2005
24 lipca 2005 PPP podpisała porozumienie wyborcze z partiami lewicy pozaparlamentarnej: APP Racja, Komunistyczną Partią Polski, Polską Partią Ekologiczną – Zielonych i Polską Partią Socjalistyczną.
W wyborach parlamentarnych w 2005 partia wystartowała w ramach Komitetu Wyborczego Polskiej Partii Pracy wspólnie z APP Racja, Polską Partią Ekologiczną – Zielonych, Komunistyczną Partią Polski i Polską Partią Socjalistyczną. Na pierwszym miejscu warszawskiej listy wyborczej Polskiej Partii Pracy znalazła się prof. Maria Szyszkowska. Komitet zdobył 91 266 głosów (0,77% poparcia w skali kraju), natomiast sama PPP uzyskała 38 276 głosów, co dało 0,32% poparcia w skali kraju.

### Wybory prezydenckie w 2005
W wyborach prezydenckich w 2005 kandydatem PPP był jej przewodniczący Daniel Podrzycki, jednak przed głosowaniem zginął on w wypadku drogowym.

### Wybory samorządowe w 2006
W wyborach samorządowych w 2006 PPP startowała w ramach własnego komitetu, który uzyskał w wyborach do sejmików wojewódzkich prawie 140 tysięcy głosów, co daje 0,98% poparcia w skali kraju. Na jej listach znaleźli się przedstawiciele różnych ugrupowań i organizacji. Najważniejsi kandydaci w wyborach na prezydentów miast to Wanda Nowicka w Warszawie, która uzyskała 0,28% poparcia i Mariusz Olszewski w Kielcach, który zdobył 7,38% głosów.

### Wybory parlamentarne w 2007
W wyborach parlamentarnych w 2007 PPP zarejestrowała listy kandydatów do Sejmu we wszystkich okręgach wyborczych i zdobyła 160 476 głosów (0,99% poparcia w skali kraju). Z list partii startowały m.in. Unia Lewicy, Partia Zielonych (wcześniejsza PPE-Z), PPS i KPP. PPP nie wystawiła kandydatów do Senatu.

### Wybory uzupełniające do Senatu w 2008
W wyborach uzupełniających do Senatu w 2008, które odbyły się w okręgu krośnieńskim, kandydatem PPP był Jerzy Wróbel, który uzyskał 194 głosy i zajął ostatnie, 10. miejsce.

### Wybory do Parlamentu Europejskiego w 2009
W wyborach do Parlamentu Europejskiego w 2009 PPP wystawiła samodzielne listy we wszystkich okręgach wyborczych (jej kandydaci startowali z listy nr „4”), nie wchodząc w koalicję z żadną partią (z jej list startowała jedynie jedna członkini Racji PL). W okręgu łódzkim na czele listy ugrupowania stał eurodeputowany wybrany z listy Samoobrony RP, członek Partii Europejskich Socjalistów – Bogdan Golik, jednak jeszcze przed wyborami zrezygnował ze startu.
Ugrupowanie uzyskało 51 872 głosy (0,7% poparcia w skali kraju) i nie osiągnęło progu wyborczego, zajmując 10. miejsce.

### Wybory prezydenckie i uzupełniające do Senatu w 2010
W wyborach prezydenckich w 2010 kandydatem partii był jej przewodniczący Bogusław Ziętek, który otrzymał 29 548 głosów i zajął przedostatnie, 9. miejsce. W wyborach uzupełniających do Senatu w 2010 PPP wystawiła kandydata w okręgu katowickim. Był nim Zbigniew Zdónek, który uzyskał 82 788 głosów i nie uzyskał mandatu senatora, przegrywając z kandydatem PO, a pokonując kandydata PSL.

### Wybory samorządowe w 2010
W wyborach samorządowych w 2010 PPP jako jedna z pięciu partii w Polsce zarejestrowała listy do sejmików we wszystkich województwach. W skali kraju uzyskała 1,18% głosów (dało to 8. miejsce). Najwyższe poparcie partia uzyskała w województwie opolskim (2,16%).

### Wybory parlamentarne w 2011
Na wybory parlamentarne w 2011 partia ponownie zarejestrowała własny komitet wyborczy (do Sejmu ugrupowanie zarejestrowało listy ponownie we wszystkich okręgach). Na listach PPP znalazło się również wielu członków Samoobrony RP oraz niektórzy członkowie innych partii (m.in. Samoobrony Patriotycznej wśród kandydatów do Senatu). Żaden z kandydatów PPP nie uzyskał mandatu w parlamencie. W wyborach do Sejmu ugrupowanie otrzymało 0,55% głosów, zajmując 8. miejsce.

### Kolejne wybory
Wybory do Parlamentu Europejskiego w 2014 były pierwszymi w historii PPP, w których nie wzięła ona udziału. Poparła działaczkę „Sierpnia 80” Elżbietę Fornalczyk czasowo działającą w Twoim Ruchu, startującą z listy Europy Plus (koalicja ta nie osiągnęła progu wyborczego).
W wyborach samorządowych w tym samym roku PPP także nie wystawiła własnego komitetu. Wchodziła jedynie w lokalne sojusze (m.in. w Lublinie, gdzie uczestniczyła w koalicji Lubelska Lewica Razem, czy w Rudzie Śląskiej, gdzie popierała skutecznie ubiegającą się o reelekcję prezydent Grażynę Dziedzic).
W wyborach prezydenckich w 2015 PPP nie wystawiła kandydata. Jej działacze angażowali się w zbiórkę podpisów pod kandydaturą Anny Grodzkiej z Partii Zieloni, a w końcowej fazie wspomagali także kandydatkę Unii Pracy Wandę Nowicką, jednak pod żadną z obu tych kandydatur nie zdołano zebrać wymaganej do rejestracji liczby podpisów.

### Wybory parlamentarne w 2015
W wyborach parlamentarnych w 2015 PPP zarejestrowała własny komitet wyborczy w wyznaczonym czasie, jednak działacze partii zrezygnowali z wystawienia list i postanowili wystartować z list komitetu Zjednoczona Lewica. Rzecznik partii Patryk Kosela otworzył listę koalicji w okręgu rybnickim, natomiast związana z PPP Elżbieta Fornalczyk (rekomendowana przez UP) otworzyła listę w okręgu radomskim. ZL nie osiągnęła progu wyborczego dla koalicji i nie uzyskała mandatów w parlamencie.

## Poparcie
| Wybory | Poparcie | Zmiana punktów procentowych | Mandaty (Sejm) | Zmiana | Mandaty (Senat) | Zmiana |
| ------ | -------- | --------------------------- | -------------- | ------ | --------------- | ------ |
| 2005   | 0,77%    | -                           | 0              | -      | 0               | -      |
| 2007   | 0,99%    | 0,22                        | 0              | -      | 0               | -      |
| 2011   | 0,55%    | 0,44                        | 0              | -      | 0               | -      |

| Wybory | Kandydat         | Głosowanie | Poparcie | Uwagi                             |
| ------ | ---------------- | ---------- | -------- | --------------------------------- |
| 2005   | Daniel Podrzycki | –          | –        | Kandydat zmarł przed głosowaniem  |
| 2010   | Bogusław Ziętek  | I tura     | 0,18%    | Kandydat nie przeszedł do II tury |

| Wybory | Poparcie | Zmiana punktów procentowych | Mandaty | Zmiana | Liczba miejsc dla Polski |
| ------ | -------- | --------------------------- | ------- | ------ | ------------------------ |
| 2004   | 0,54%    | -                           | 0       | -      | 54                       |
| 2009   | 0,70%    | 0,16                        | 0       | -      | 50                       |